# Calochone acuminata
Calochone acuminata är en måreväxtart som beskrevs av Ronald William John Keay. Calochone acuminata ingår i släktet Calochone och familjen måreväxter. IUCN kategoriserar arten globalt som sårbar. Inga underarter finns listade i Catalogue of Life.